# Alfred Meyer (Offizier)
Alfred Meyer, seit 1870 Ritter von Meyer (* 4. Juli 1848 in München; † 30. Dezember 1903 in Traunstein) war bayerischer Oberst und Kommandeur des 15. Infanterie-Regiments „König Albert von Sachsen“.

## Leben
Alfred war der Sohn des promovierten königlichen Regierungsdirektors Friedrich Meyer und dessen Ehefrau Therese, geborene von Coulon.
Nach dem Abitur am Wilhelmsgymnasium München studierte ar ab 1865 an der Universität München Rechtswissenschaft, trat am 15. März 1868 als Einjährig-Freiwilliger in das Infanterie-Leib-Regiment der Bayerischen Armee ein und wurde ein Jahr später als Korporal der Reserve entlassen. Am 12. Mai 1869 zunächst zum Landwehr-Offiziers-Aspiranten und am 18. Juli 1870 zum Unterleutnant im 2. Landwehr-Bataillon, befördert nahm er mit dem Infanterie-Leib-Regiment am gesamten Deutsch-Französischen Krieg teil. Für seine Verdienste während der Kämpfe gegen die Loire-Armee (Oktober 1870) wurde mit dem Eisernen Kreuz II. Klasse und mit Armeebefehl vom 3. April 1871 mit dem Ritterkreuz 2. Klasse des Militärverdienstordens ausgezeichnet. Das am 13. Mai 1871 in Grosbois abgehaltene Ordenskapitel unter dem Vorsitz des Generalleutnants und Kommandeurs der 2. Infanterie-Division Joseph Maximilian von Maillinger sprach sich einstimmig dafür aus, Meyer für sein tapferes Verhalten am 7. Dezember 1870 im Gefecht bei Le Bardon (nordwestlich von Meung am rechten Loire-Ufer) in den Militär-Max-Joseph-Orden aufzunehmen. Am 24. Mai 1871 erhielt er das Ritterkreuz des Ordens verliehen. Durch die Verleihung wurde er außerdem in den persönlichen, nicht-vererbbaren Adelsstand erhoben und erhielt den Titel „Ritter von“.
Meyer ersuchte am 20. Dezember 1871 um Übernahme als Unterlieutenant beim Infanterie-Leib-Regiment in das Aktivenverhältnis, das ausnahmsweise gewährt wurde. Er nahm am Lehrkurs an der Kriegsschule teil und wurde vom 1. November 1873 bis 1. Oktober 1876 an der Kriegsakademie kommandiert, die ihm die Qualifikation für den Generalstab und das Lehrfach aussprach. Am 27. November 1876 wurde er zum Premierleutnant im 10. Infanterie-Regiment „König“ befördert. Von 1882 bis 1884 war Meyer Adjutant der 4. Infanterie-Brigade, wurde dann zum Hauptmann befördert und als solcher zum Generalstab versetzt. 1886 kehrte er in den Truppendienst zurück und war ein Jahr lang Kompaniechef im 1. Jägerbataillon „König“. Er kam kurzzeitig wieder zur Zentralstelle des Generalstabs, um dann als Lehrer für Taktik an der Kriegsakademie zu lehren. Als Major wechselte Meyer 1890 in den Stabsdienst, war zunächst im Generalstab der 2. Division und von 1891 bis 1894 im Generalstab des Generalkommandos des II. Armee-Korps tätig. Anschließend wurde er Bataillonskommandeur im 17. Infanterie-Regiment „Orff“ und 1896 als Oberstleutnant in den Stab 10. Infanterie-Regiments „König Ludwig“ versetzt. Von 1897 bis zu seiner Verabschiedung 1900 war Meyer als Oberst Kommandeur des 15. Infanterie-Regiments „König Albert von Sachsen“.